# Комуністична партія Західної України

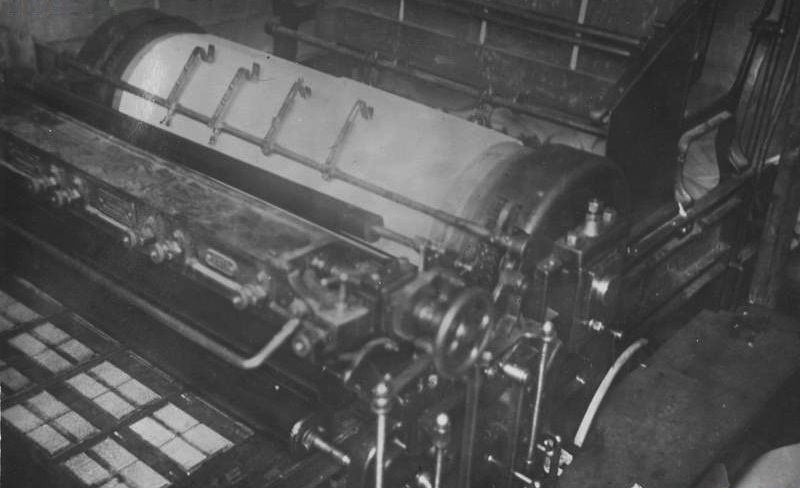
Одна з друкарських машинок у нелегальній друкарні КПЗУ (1931)

Комуністи́чна па́ртія За́хідної Украї́ни (КПЗУ; до 1923 — Комуністична партія Східної Галичини, КПСГ) — ліва політична партія, створена в лютому 1919 року на установчому з'їзді у Станиславові (тепер Івано-Франківськ). Після входження Галичини до складу Польщі стала частиною Комуністичної партії Польщі. Розпущена 16 серпня 1938 року за рішенням виконкому Комінтерну.

## Історія
До жовтня 1923 року — Комуністична партія Східної Галичини (КПСГ). Попередницею КПЗУ була Інтернаціональна Революційна Соціал-Демократія (ІРСД) — нечисленна молодіжна організація, що нелегально діяла в Галичині в 1915–1918. У заснуванні КПСГ взяли участь посланці з Наддніпрянської України, члени партії боротьбистів.
Першим секретарем ЦК КПСГ було обрано колишнього боротьбиста К. Саврича (Максимович). Інший центр формування КПСГ знаходився в УСРР, де в квітні 1920 було створено Галицький організаційний комітет КП(б)У (Галоргком). У 1919–1920 КПСГ вважалася обласною організацією КП(б)У, але мала окреме представництво в Комуністичному Інтернаціоналі. Під час короткого існування Галицької Соціалістичної Радянської Республіки партія вийшла з підпілля і діяла під назвою Комуністична Партія Галичини (КПГ). 9 вересня 1920 на основі рішення Політбюро КПГ від 7 вересня було прийнято постанову про розпуск партії, її перереєстрацію та прийом нових членів.
Після остаточної окупації Галичини Польською республікою і підписання Ризького мирного договору 1921 КП(б)У уклала в Москві угоду з Комуністичною Робітничою Партією Польщі (КРПП), згідно з якою КПСГ мала входити до складу КРПП. Це спричинило розкол КПСГ на дві частини, одна з яких виступала за приєднання до КРПП («капеерівці»), а інша — на чолі з О. Кріликом (Васильковим) — обстоювала організаційну самостійність («васильківці»). Тільки в 1923, після Рішення Ради Послів Антанти про визнання Галичини за Польською державою, «васильківці» погодились на приєднання до КРПП на правах автономної частини. КПСГ поширила свою діяльність на Волинь, Холмщину, Підляшшя і частину Полісся і була перейменована на КПЗУ. КПЗУ була складовою частиною КРПП (з 1925 року Комуністична партія Польщі), але, маючи широку автономію, проводила свої з'їзди (1925, 1928 і 1934), обирала ЦК і зберігала місце в Комінтерні у складі польського представництва, її членами, крім українців (75 %), були також поляки та євреї, які проживали в Західній Україні та мали окрему секцію в ЦК КПГ.
Одним з підрозділів КПЗУ було створене в 1932 році, Центральне Єврейське Бюро (Центральне Жидівське Бюро), одним з основних завдянь якого була боротьба з впливом єврейських соціалістичних партій, передусім Поалей Ціон серед робітників. За період діяльності Єврейського Бюро (до 1936 р.) ним створено більш ніж 40 відділень, до складу яких входило близько 1300 осіб.
1920-ті роки були часом зростання впливу КПЗУ, чому сприяли успіхи НЕПу й українізації в УСРР. Партія діяла в підпіллі, проте під її впливом перебували й легальні організації (у 1923–1924 роках Українська Соціал-Демократична Партія, у 1926–1932 роках Українське Селянсько-Робітниче Соціалістичне Об'єднання — Сельроб).
Прикладами зростання авторитету є постанови: Політбюро ЦК КП(б)У від 26 вересня 1921 — асигнувало 125 тис. крон тижневику КПЗУ — газеті «Наша Правда»; ЦК КП(б)У від 4 вересня 1925 року — політбюро ЦК КП(б)У прийняло постанову про з'їзд КПЗУ. Для підготовки з'їзду ухвалено створити комісію в складі І. Булата, Максимова, Ф. Корнюшина та запропонувати РНК УСРР асигнувати для проведення з'їзду 6 тис. доларів.  [Архівовано 16 Жовтня 2012 у Wayback Machine.]
Через легальні організації КПЗУ брала участь у виборах і мала своє представництво в сеймі Польщі: Клуб УСДП (1924), Комуністичну польську фракцію (1924–1927) роки, Клуб Сельробу — єдності (1928–1930). Комуністи керували діяльністю підпільних Комуністичної Спілки Молоді Західної України і філіалу Міжнародної Організації Допомоги Революціонерам. Офіційним друкованим органом КПЗУ був журнал «Наша Правда», що виходив у Берліні. Крім того з ініціативи партії в різні роки видавалися газети «Нове Життя», «Світло», «Сельроб» та ін., журнали «Вікна», «Культура», «Нові шляхи».

## Ідеологія
Ідеологія КПЗУ 1920-х рр. була близькою до націонал-комунізму — течії в комуністичному русі, що намагалася поєднати національні інтереси з комуністичними ідеями. Єдиним шляхом до національного і соціального визволення західноукраїнські комуністи вважали соціалістичну революцію в Польщі, яку спільно мали здійснити робітники і селяни всіх національностей. КПЗУ висувала гасло з'єднання всіх українських земель в єдиній соціалістичній державі — УСРР. У 1927 більшість ЦК КПЗУ підтримала так званий «національний ухил» О. Шумського в КП(б)У. У відповідь тодішній генеральний секретар ЦК КП(б)У Л.Каганович звинуватив керівництво КПЗУ в зраді. Партія розкололася на більшість («шумськістів») і меншість (прихильників Кагановича). Розкол охопив і Сельроб. 18 лютого 1928 року більшість КПЗУ під проводом О.Крілика (Васильківа) і Р.Кузьми (Турянського) була виключена з Комінтерну. До кінця 1928 у Західній Україні існували дві комуністичні партії: КПЗУ-більшість («васильківці») і КПЗУ-меншість, яка користувалася підтримкою Москви. «Васильківці» відкрито виступали проти політики Сталіна і Кагановича в національному питанні, домагалися наповнення радянської української державності реальним змістом. Наприкінці 1928 КПЗУ-більшість оголосила про саморозпуск, її лідери заявили про визнання своїх «помилок» і виїхали в УСРР. Незабаром усі вони стали жертвами сталінських репресій.

## Занепад
З кінця 1920-х років почався занепад комуністичного руху в Західній Україні.
Під впливом звісток про колективізацію, репресії і Голодомор 1932—1933 років та частина населення, що стояла на радянофільських позиціях, відвернулася від комуністів. Національно свідомі елементи виходили з КПЗУ, чисельно в ній стали переважати поляки і євреї.
У 1933 керівники КПЗУ Мирон Заячківський (Косар) і Григорій Іваненко (Бараба) були викликані в СРСР і знищені там за сфабрикованою справою «Української військової організації».
Водночас репресували багатьох західноукраїнських комуністів, що перебували на радянській території. Внаслідок цих подій чисельність партії скоротилася з 4300 до 2600 членів. КПЗУ поступово перетворилась у партію тоталітарного типу, яка не допускала плюралізму думок у своїх рядах і поборювала всі інші політичні сили, в тому числі соціал-демократів, називаючи їх «соціал-фашистами».
Своєю боротьбою проти українських партій КПЗУ поставила себе за межі українського національного руху. Фактично партія стала слухняним знаряддям сталінської політики в Західній Україні, хоча це не врятувало її від репресій.
У 1938 році Виконком Комінтерну ухвалив постанову про розпуск Компартії Польщі, а разом з нею — Компартій Західної України та Західної Білорусі. Приводом стало звинувачення, що нібито керівництво в цих партіях захопила фашистська агентура. Майже всі члени КПЗУ, які опинилися на території СРСР, були репресовані.

## Львівський комітет боротьби проти фашистського терору
1935 року з ініціативи Комуністичної партії Західної України створено напівлегальний Львівський комітет боротьби проти фашистського терору. До його складу входили українські письменники Я. О. Галан, К. М. Пелехатий та інші діячі культури. Комітет декларував боротьбу проти уряду Польщі й домагався звільнення політичних в'язнів.

## Відомі члени КПЗУ
- Баран Михайло Лукич
- Ботвін Нафталі
- Великанович Юрій Дмитрович
- Гаврилюк Олександр Якимович
- Галан Ярослав Олександрович
- Длуський Остап
- Заячківський Мирон Титович
- Іваненко Григорій Васильович
- Калинович Іван Титович
- Юліуш Кац-Сухі
- Кіх Марія Семенівна
- Ладан Павло Степанович
- Роздольський Роман Осипович
- Турянський Роман Володимирович
- Циховський Казимир Генріхович
- Юхно Іларіон Кузьмич